# Frederic Seaman (hokej na travi)
Frederic S. Seaman (1906. — nije poznat nadnevak kad je umro) je bivši indijski hokejaš na travi. Mješovitog je podrijetla, anglo-indijskog.
Osvojio je zlatno odličje na hokejaškom turniru na Olimpijskim igrama 1928. u Amsterdamu igrajući za Britansku Indiju. Odigrao je svih 5 susreta i postigao 3 pogotka.

## Vanjske poveznice
- Profil na Sports Reference.com  Arhivirana inačica izvorne stranice od 6. siječnja 2009. (Wayback Machine)